# نادي سمورة
نادي سمورة لكرة القدم (بالإسبانية: Zamora Club de Fútbol)‏ نادي كرة قدم إسباني يلعب في  
الدوري الإسباني الدرجة الثالثة. تم تأسيس النادي في عام 1969.
نادي زامورا لكرة القدم هو فريق كرة قدم إسباني مقره مدينة زامورا، في منطقة قشتالة وليون المستقلة. تأسس عام 1968 ويلعب في الدوري الإسباني الدرجة الثالثة. - المجموعة 1، ويلعب مبارياته على أرضه في ملعب روتا دي لا بلاتا، الذي يتسع لـ 7813 مقعدًا.

## التاريخ
تأسس نادي زامورا في 23 أكتوبر 1968. لكن رسميًا، يرجع تاريخ القانون الأول للنادي إلى 7 نوفمبر 1968، عندما تم تسجيل النادي في الاتحاد الغربي في بلد الوليد. بدأ النادي في الدوري الإقليمي الأول في عام 1969. وفي موسم 1970-1971 أصبح بطله وتم ترقيته إلى دوري الدرجة الثالثة.

## روابط خارجية
- Zamora CF